# Clarensac
Clarensac est une commune française située dans le département du Gard, en région Occitanie.
Exposée à un climat méditerranéen, elle est drainée par le Rhony, le ruisseau de la Tourancelle et par divers autres petits cours d'eau. Incluse dans les gorges du Gardon, la commune possède un patrimoine naturel remarquable composé d'une zone naturelle d'intérêt écologique, faunistique et floristique.
Clarensac est une commune urbaine qui compte 4 257 habitants en 2022, après avoir connu une forte hausse de la population depuis 1968. Elle est dans l'unité urbaine de Clarensac et fait partie de l'aire d'attraction de Nîmes. Ses habitants sont appelés les Clarensacois ou  Clarensacoises.

## Géographie

### Localisation
Clarensac est située en Vaunage à quelques encâblures de la D 40, qui fait la liaison entre Nîmes et Sommières.
Les communes de Parignargues, Nîmes, Caveirac, Langlade, Saint-Dionisy et Saint-Côme-et-Maruéjols sont limitrophes de la commune de Clarensac. De plus, ces communes sont toutes dans la Vaunage.
|                         | Parignargues  | Nîmes    |
| Saint-Côme-et-Maruéjols | Clarensac     | Caveirac |
|                         | Saint-Dionisy | Langlade |

### Hydrographie et relief
Le Rhôny arrose la commune.

### Climat
Pour des articles plus généraux, voir Climat de l'Occitanie et Climat du Gard.
En 2010, le climat de la commune est de type climat méditerranéen franc, selon une étude s'appuyant sur une série de données couvrant la période 1971-2000. En 2020, Météo-France publie une typologie des climats de la France métropolitaine dans laquelle la commune est exposée à un climat méditerranéen et est dans la région climatique Provence, Languedoc-Roussillon, caractérisée par une pluviométrie faible en été, un très bon ensoleillement (2 600 h/an), un été chaud (21,5 °C), un air très sec en été, sec en toutes saisons, des vents forts (fréquence de 40 à 50 % de vents > 5 m/s) et peu de brouillards.
Pour la période 1971-2000, la température annuelle moyenne est de 14,1 °C, avec une amplitude thermique annuelle de 17,1 °C. Le cumul annuel moyen de précipitations est de 832 mm, avec 7 jours de précipitations en janvier et 3 jours en juillet. Pour la période 1991-2020, la température moyenne annuelle observée sur la station météorologique la plus proche, située sur la commune de Nîmes à 11 km à vol d'oiseau, est de 15,6 °C et le cumul annuel moyen de précipitations est de 734,4 mm,. Pour l'avenir, les paramètres climatiques de la commune estimés pour 2050 selon différents scénarios d'émission de gaz à effet de serre sont consultables sur un site dédié publié par Météo-France en novembre 2022.

### Voies de communication et transports en commun
Le village de Clarensac est desservi par les transports en  commun de l'agglomération nimoise.

### Milieux naturels et biodiversité

#### Espaces protégés
La protection réglementaire est le mode d’intervention le plus fort pour préserver des espaces naturels remarquables et leur biodiversité associée,.
La commune fait partie de la zone de transition des gorges du Gardon, un territoire d'une superficie de 23 800 ha reconnu réserve de biosphère par l'UNESCO en 2015 pour l'importante biodiversité qui la caractérise, mariant garrigues, plaines agricoles et yeuseraies,.

#### Zones naturelles d'intérêt écologique, faunistique et floristique

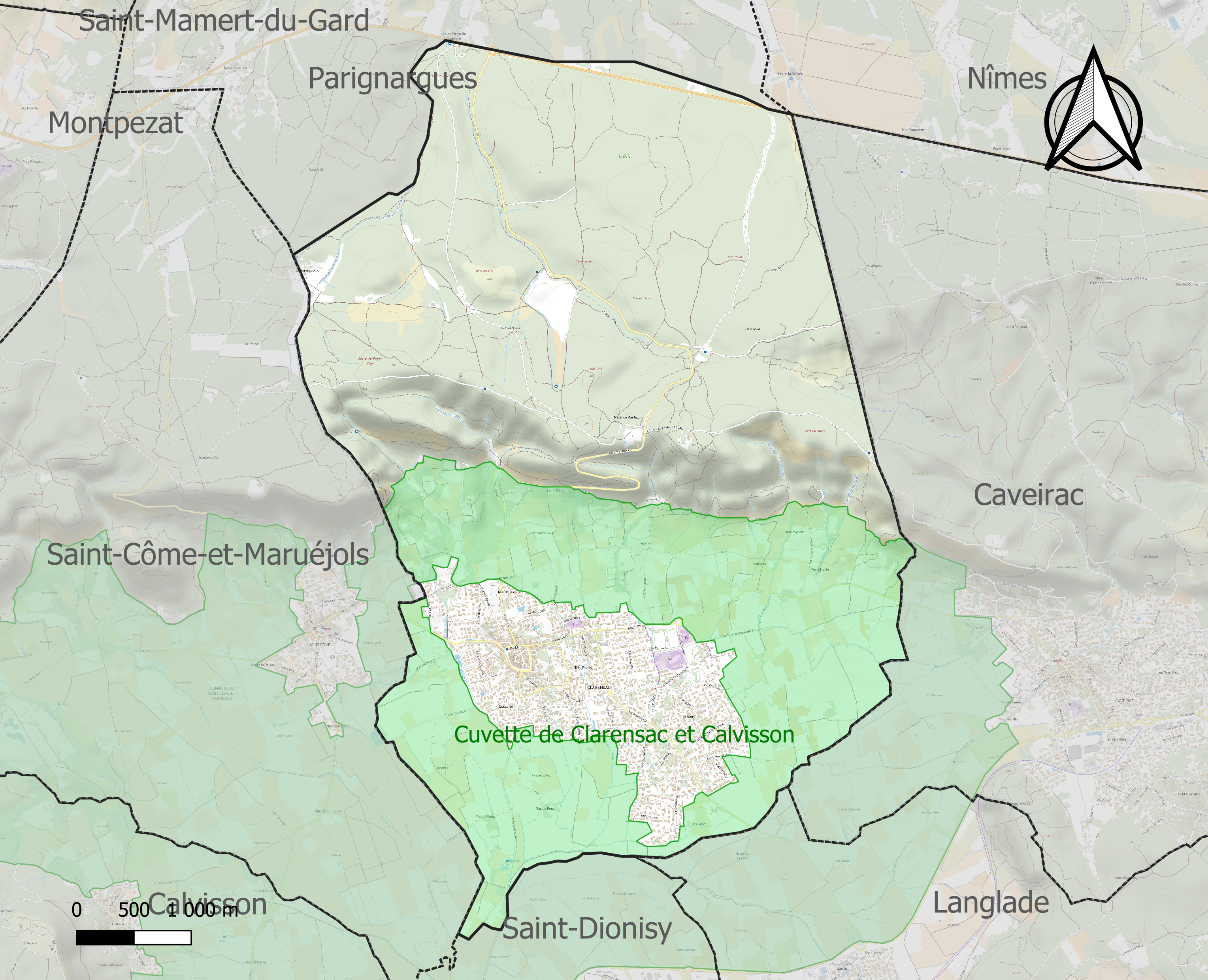
Carte de la ZNIEFF de type 1 localisée sur la commune.

L’inventaire des zones naturelles d'intérêt écologique, faunistique et floristique (ZNIEFF) a pour objectif de réaliser une couverture des zones les plus intéressantes sur le plan écologique, essentiellement dans la perspective d’améliorer la connaissance du patrimoine naturel national et de fournir aux différents décideurs un outil d’aide à la prise en compte de l’environnement dans l’aménagement du territoire.
Une ZNIEFF de type 1 est recensée sur la commune :
les « Corbières centrales » (2 641 ha), couvrant 8 communes du département.

## Urbanisme

### Typologie
Au 1er janvier 2024, Clarensac est catégorisée petite ville, selon la nouvelle grille communale de densité à sept niveaux définie par l'Insee en 2022.
Elle appartient à l'unité urbaine de Clarensac, une unité urbaine monocommunale constituant une ville isolée,. Par ailleurs la commune fait partie de l'aire d'attraction de Nîmes, dont elle est une commune de la couronne,. Cette aire, qui regroupe 92 communes, est catégorisée dans les aires de 200 000 à moins de 700 000 habitants,.

### Occupation des sols
L'occupation des sols de la commune, telle qu'elle ressort de la base de données européenne d’occupation biophysique des sols Corine Land Cover (CLC), est marquée par l'importance des forêts et milieux semi-naturels (53,9 % en 2018), une proportion identique à celle de 1990 (53,9 %). La répartition détaillée en 2018 est la suivante : 
forêts (31,1 %), milieux à végétation arbustive et/ou herbacée (22,8 %), cultures permanentes (17,4 %), zones agricoles hétérogènes (16,6 %), zones urbanisées (12,2 %). L'évolution de l’occupation des sols de la commune et de ses infrastructures peut être observée sur les différentes représentations cartographiques du territoire : la carte de Cassini (XVIIIe siècle), la carte d'état-major (1820-1866) et les cartes ou photos aériennes de l'IGN pour la période actuelle (1950 à aujourd'hui).

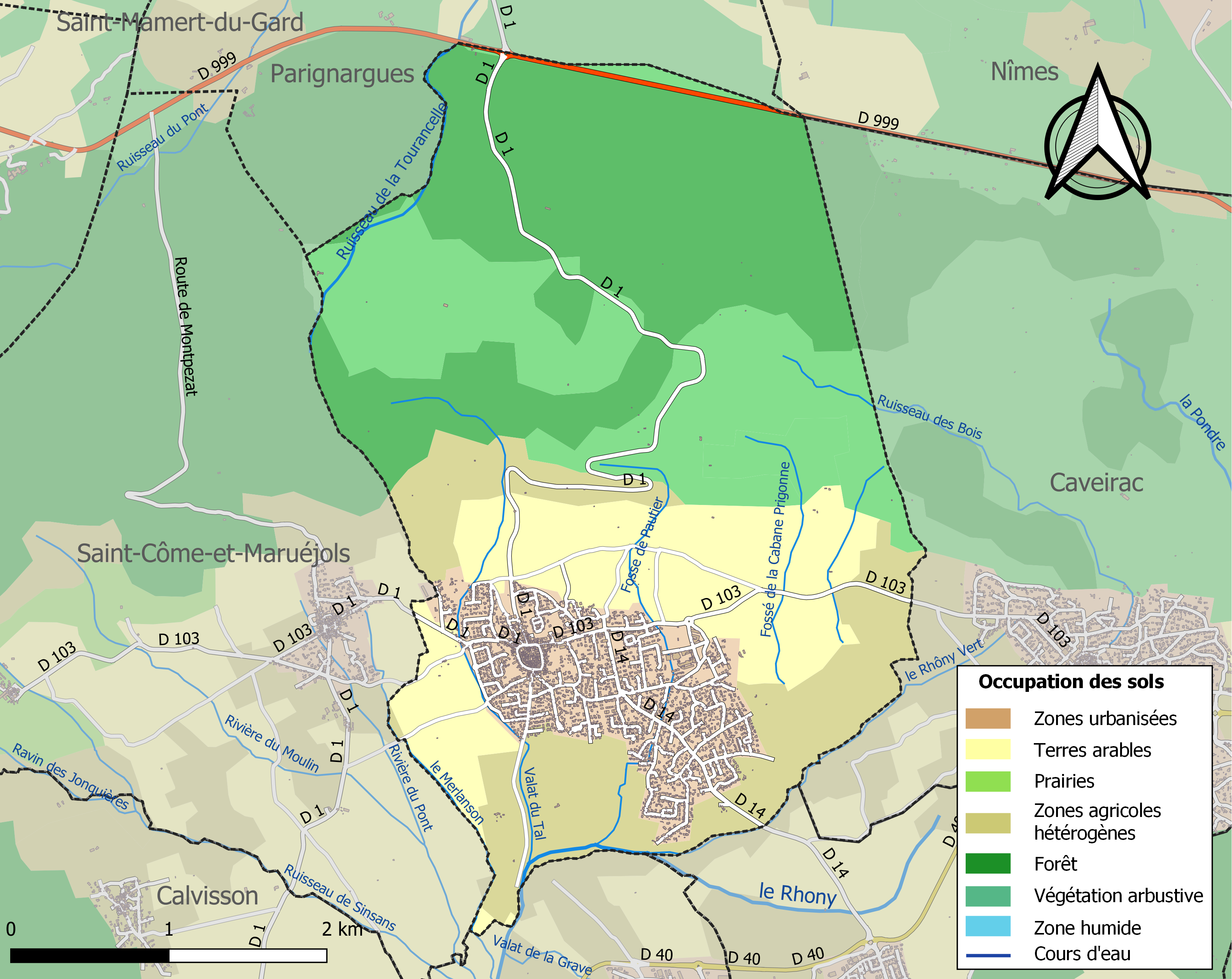
Carte des infrastructures et de l'occupation des sols de la commune en 2018 (CLC).

### Morphologie urbaine
Clarensac s'ouvre au monde et à la modernité en maîtrisant au mieux un rythme d'urbanisation galopant dans la région Languedoc-Roussillon après une véritable folie constructive au sud du village près du Rhôny, en zone inondable, au cours des années 1970-80… dans le quartier nommé Creux de la Vaunage sinistré lors des terribles inondations du 3 octobre 1988.

### Risques majeurs
Le territoire de la commune de Clarensac est vulnérable à différents aléas naturels : météorologiques (tempête, orage, neige, grand froid, canicule ou sécheresse), inondations, feux de forêts et séisme (sismicité faible). Il est également exposé à un risque technologique,  le transport de matières dangereuses. Un site publié par le BRGM permet d'évaluer simplement et rapidement les risques d'un bien localisé soit par son adresse soit par le numéro de sa parcelle.

#### Risques naturels
La commune fait partie du territoire à risques importants d'inondation (TRI) de Nîmes, regroupant 20 communes soumises aux aléas de ruissellement pour la commune de Nîmes et de débordements de cours d’eau, notamment du Vistre, d'un de ses affluents, le Rhôny, et plus à la marge du Rhône, à l’aval, un des 31 TRI qui ont été arrêtés fin 2012 sur le bassin Rhône-Méditerranée. Les événements significatifs passés relatifs à la Vistre sont des crues rapides et violentes, qui causent d’importants dégâts, voire des pertes humaines (octobre 1988, septembre 2002, décembre 2003, septembre 2005 notamment). Concernant le Rhôny, les principales crues recensées à Codognan ont eu lieu en 1845, 1933, 1945, 1958, 1963, 1976, 1987 et en octobre 1988. Cette dernière est la plus importante et marquante pour la population nîmoise. Des cartes des surfaces inondables ont été établies pour trois scénarios : fréquent (crue de temps de retour de 10 ans à 30 ans), moyen (temps de retour de 100 ans à 300 ans) et extrême (temps de retour de l'ordre de 1 000 ans, qui met en défaut tout système de protection),. La commune a été reconnue en état de catastrophe naturelle au titre des dommages causés par les inondations et coulées de boue survenues en 1982, 1988, 2002, 2004, 2005, 2014 et 2021,.

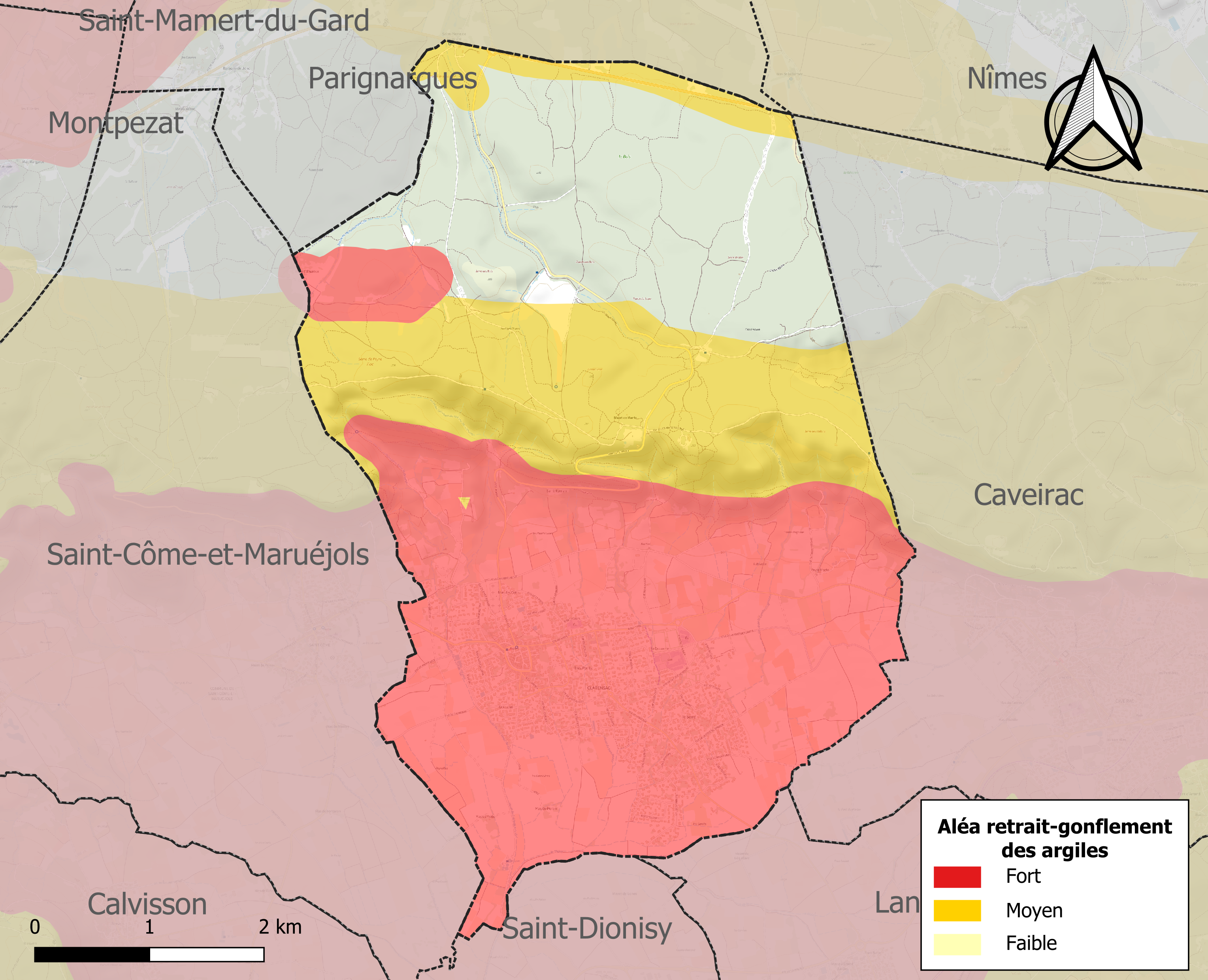
Carte des zones d'aléa retrait-gonflement des sols argileux de Clarensac.

Le retrait-gonflement des sols argileux est susceptible d'engendrer des dommages importants aux bâtiments en cas d’alternance de périodes de sécheresse et de pluie. 75,6 % de la superficie communale est en aléa moyen ou fort (67,5 % au niveau départemental et 48,5 % au niveau national). Sur les 1 596 bâtiments dénombrés sur la commune en 2019, 1593 sont en aléa moyen ou fort, soit 100 %, à comparer aux 90 % au niveau départemental et 54 % au niveau national. Une cartographie de l'exposition du territoire national au retrait gonflement des sols argileux est disponible sur le site du BRGM,.
Par ailleurs, afin de mieux appréhender le risque d’affaissement de terrain, l'inventaire national des cavités souterraines permet de localiser celles situées sur la commune.

#### Risques technologiques
Le risque de transport de matières dangereuses sur la commune est lié à sa traversée par des infrastructures routières ou ferroviaires importantes ou la présence d'une canalisation de transport d'hydrocarbures. Un accident se produisant sur de telles infrastructures est en effet susceptible d’avoir des effets graves au bâti ou aux personnes jusqu’à 350 m, selon la nature du matériau transporté. Des dispositions d’urbanisme peuvent être préconisées en conséquence.

## Toponymie
Attesté sous la forme Clarentiaco en 1075.
Du nom de personne *Clarentius, possible dérivé de Clarius et suffixe -acum.
Occitan Clarensa, du roman Clarenzac, du bas latin Clarenciacum, Clarentiacum.
Ses habitants sont les Clarensacois et Clarensacoises.

## Histoire

### Époque moderne
Clarensac eut, au moins du XVIe au XVIIIe siècle, pour seigneurs la famille de Langlade. Ils sont référencés au sein du cabinet des titres de la BNF, département des manuscrits occidentaux, dans le nouveau d’hozier 202, pages 55–59. Ils eurent un chevalier de Saint-Louis, Antoine de Langlade, dont la fille Françoise-Adélaïde dut apporter ses preuves de noblesse en 1775 pour être reçue demoiselle de Saint-Cyr

## Politique et administration

### Jumelages
Clarensac est jumelée avec la ville de Navarrés (Espagne).

## Population et société

### Démographie
L'évolution du nombre d'habitants est connue à travers les recensements de la population effectués dans la commune depuis 1793. Pour les communes de moins de 10 000 habitants, une enquête de recensement portant sur toute la population est réalisée tous les cinq ans, les populations de référence des années intermédiaires étant quant à elles estimées par interpolation ou extrapolation. Pour la commune, le premier recensement exhaustif entrant dans le cadre du nouveau dispositif a été réalisé en 2004.

En 2022, la commune comptait 4 257 habitants, en évolution de −0,84 % par rapport à 2016 (Gard : +2,97 %, France hors Mayotte : +2,11 %).
| 1793  | 1800  | 1806  | 1821  | 1831  | 1836  | 1841  | 1846  | 1851  |
| ----- | ----- | ----- | ----- | ----- | ----- | ----- | ----- | ----- |
| 1 028 | 1 010 | 1 050 | 1 137 | 1 090 | 1 061 | 1 033 | 1 034 | 1 066 |

| 1856  | 1861  | 1866  | 1872 | 1876 | 1881 | 1886 | 1891 | 1896 |
| ----- | ----- | ----- | ---- | ---- | ---- | ---- | ---- | ---- |
| 1 052 | 1 058 | 1 016 | 961  | 822  | 641  | 584  | 639  | 640  |

| 1901 | 1906 | 1911 | 1921 | 1926 | 1931 | 1936 | 1946 | 1954 |
| ---- | ---- | ---- | ---- | ---- | ---- | ---- | ---- | ---- |
| 673  | 702  | 717  | 670  | 645  | 637  | 612  | 584  | 583  |

| 1962 | 1968 | 1975 | 1982  | 1990  | 1999  | 2004  | 2006  | 2009  |
| ---- | ---- | ---- | ----- | ----- | ----- | ----- | ----- | ----- |
| 616  | 532  | 727  | 1 597 | 2 208 | 2 654 | 3 249 | 3 380 | 3 752 |

| 2014  | 2019  | 2022  | - | - | - | - | - | - |
| ----- | ----- | ----- | - | - | - | - | - | - |
| 4 225 | 4 209 | 4 257 | - | - | - | - | - | - |

### Enseignement
La ville de Clarensac dispose d'une crèche, d'une école maternelle, d'une école primaire et d'un collège.

### Santé
La ville de Clarensac dispose d'une Maison Médicale qui regroupe tous les services de santé

### Manifestations culturelles et festivités
Le club taurin organise avec le concours de la municipalité de traditionnelles fêtes votives.
La ville de Clarensac dispose aussi de nombreuses associations culturelles variées.

### Sports
La ville de Clarensac dispose d'un club de foot avec un complexe sportif mais aussi un skate parc, un city stade, un terrain de boules.

### Médias
La ville de Clarensac dispose de la fibre optique et de la 5G en matière de qualité de services.

### Cultes
La ville de Clarensac dispose de : 
- une église nommée Saint-André rebâtie à la fin du XVIIe siècle ;
- un temple protestant datant des années 1830, avec de fort grandes dimensions et une belle structure.

## Économie

### Revenus
En 2018  (données Insee publiées en septembre 2021), la commune compte 1 654 ménages fiscaux, regroupant 4 327 personnes. La médiane du revenu disponible par unité de consommation est de 23 860 € (20 020 € dans le département). 57 % des ménages fiscaux sont imposés (43,9 % dans le département).

### Emploi
|                | 2008   | 2013  | 2018  |
| -------------- | ------ | ----- | ----- |
| Commune        | 6,7 %  | 8,8 % | 6,3 % |
| Département    | 10,6 % | 12 %  | 12 %  |
| France entière | 8,3 %  | 10 %  | 10 %  |

En 2018, la population âgée de 15 à 64 ans s'élève à 2 632 personnes, parmi lesquelles on compte 75,6 % d'actifs (69,2 % ayant un emploi et 6,3 % de chômeurs) et 24,4 % d'inactifs,. Depuis 2008, le taux de chômage communal (au sens du recensement) des 15-64 ans est inférieur à celui de la France et du département.
La commune fait partie de la couronne de l'aire d'attraction de Nîmes, du fait qu'au moins 15 % des actifs travaillent dans le pôle,. Elle compte 499 emplois en 2018, contre 489 en 2013 et 458 en 2008. Le nombre d'actifs ayant un emploi résidant dans la commune est de 1 838, soit un indicateur de concentration d'emploi de 27,1 % et un taux d'activité parmi les 15 ans ou plus de 58,5 %.
Sur ces 1 838 actifs de 15 ans ou plus ayant un emploi, 254 travaillent dans la commune, soit 14 % des habitants. Pour se rendre au travail, 88,4 % des habitants utilisent un véhicule personnel ou de fonction à quatre roues, 3,7 % les transports en commun, 5,2 % s'y rendent en deux-roues, à vélo ou à pied et 2,8 % n'ont pas besoin de transport (travail au domicile).

### Activités hors agriculture

#### Secteurs d'activités
297 établissements sont implantés  à Clarensac au 31 décembre 2019. Le tableau ci-dessous en détaille le nombre par secteur d'activité et compare les ratios avec ceux du département,.
| Secteur d'activité                                                                                        | Commune | Commune | Département |
| Secteur d'activité                                                                                        | Nombre  | %       | %           |
| --- | ------- | ------- | ----------- |
| Ensemble                                                                                                  | 297     | 100 %   | (100 %)     |
| Industrie manufacturière, industries extractives et autres                                                | 22      | 7,4 %   | (7,9 %)     |
| Construction                                                                                              | 57      | 19,2 %  | (15,5 %)    |
| Commerce de gros et de détail, transports, hébergement et restauration                                    | 61      | 20,5 %  | (30 %)      |
| Information et communication                                                                              | 8       | 2,7 %   | (2,2 %)     |
| Activités financières et d'assurance                                                                      | 2       | 0,7 %   | (3 %)       |
| Activités immobilières                                                                                    | 9       | 3 %     | (4,1 %)     |
| Activités spécialisées, scientifiques et techniques et activités de services administratifs et de soutien | 49      | 16,5 %  | (14,9 %)    |
| Administration publique, enseignement, santé humaine et action sociale                                    | 49      | 16,5 %  | (13,5 %)    |
| Autres activités de services                                                                              | 40      | 13,5 %  | (8,8 %)     |

Le secteur du commerce de gros et de détail, des transports, de l'hébergement et de la restauration est prépondérant sur la commune puisqu'il représente 20,5 % du nombre total d'établissements de la commune (61 sur les 297 entreprises implantées  à Clarensac), contre 30 % au niveau départemental.

#### Entreprises et commerces
Les cinq entreprises ayant leur siège social sur le territoire communal qui génèrent le plus de chiffre d'affaires en 2020 sont : 
- Afcl Automobiles, commerce de voitures et de véhicules automobiles légers (344 k€)
- Afe Etancheite Meridionale, travaux d'étanchéification (267 k€)
- RP Livraisons, transports routiers de fret de proximité (186 k€)
- Alliance Concept Menuiserie, travaux de menuiserie métallique et serrurerie (102 k€)
- EURL Presse K Lire, commerce de détail de journaux et papeterie en magasin spécialisé (46 k€)

### Agriculture
La commune est dans les Garrigues, une petite région agricole occupant le centre du département du Gard. En 2020, l'orientation technico-économique de l'agriculture  sur la commune est la viticulture. 
|               | 1988 | 2000 | 2010 | 2020 |
| ------------- | ---- | ---- | ---- | ---- |
| Exploitations | 75   | 48   | 20   | 11   |
| SAU (ha)      | 433  | 354  | 471  | 163  |

Le nombre d'exploitations agricoles en activité et ayant leur siège dans la commune est passé de 75 lors du recensement agricole de 1988  à 48 en 2000 puis à 20 en 2010 et enfin à 11 en 2020, soit une baisse de 85 % en 32 ans. Le même mouvement est observé à l'échelle du département qui a perdu pendant cette période 61 % de ses exploitations,. La surface agricole utilisée sur la commune a également diminué, passant de 433 ha en 1988 à 163 ha en 2020. Parallèlement la surface agricole utilisée moyenne par exploitation a augmenté, passant de 6 à 15 ha.

## Culture locale et patrimoine

### Édifices civils
Clarensac, à l'ouest de Nîmes, possède un centre village entouré d'une rue en cercle, matérialisant les anciens remparts et douves, mais il ne s'agit cependant pas d'une circulade.
- Tour de l'horloge et son campanile en fer forgé abritant une ancienne cloche de 1669, rebâti en 1857/58 à proximité de la mairie, dont les façades et la structure métallique viennent d'être rafraîchies[Quand ?]. L'ancienne mécanique d'horlogerie est exposée au rez-de-chaussée de la mairie.
- Griffe monumental de style néoclassique avec colonnes et coupole ressemblant à un temple romain, fontaine que tout village vaunageol se doit de posséder, l'eau étant symbole de richesse. Une rénovation de cet édifice a été faite en 2021.
- Salle d'environ 350 m2 avec galeries soutenues par des colonnes en pierre et fonte de fer, chargés d'histoire.
- Lavoir, dont les successives restaurations et surtout à venir[Quand ?], permettront enfin une mise en valeur correspondant à son utilité commune passée.

### Édifices religieux
- Église Saint-André rebâtie à la fin du XVIIe siècle.
- Temple protestant datant des années 1830, de fort grandes dimensions ;

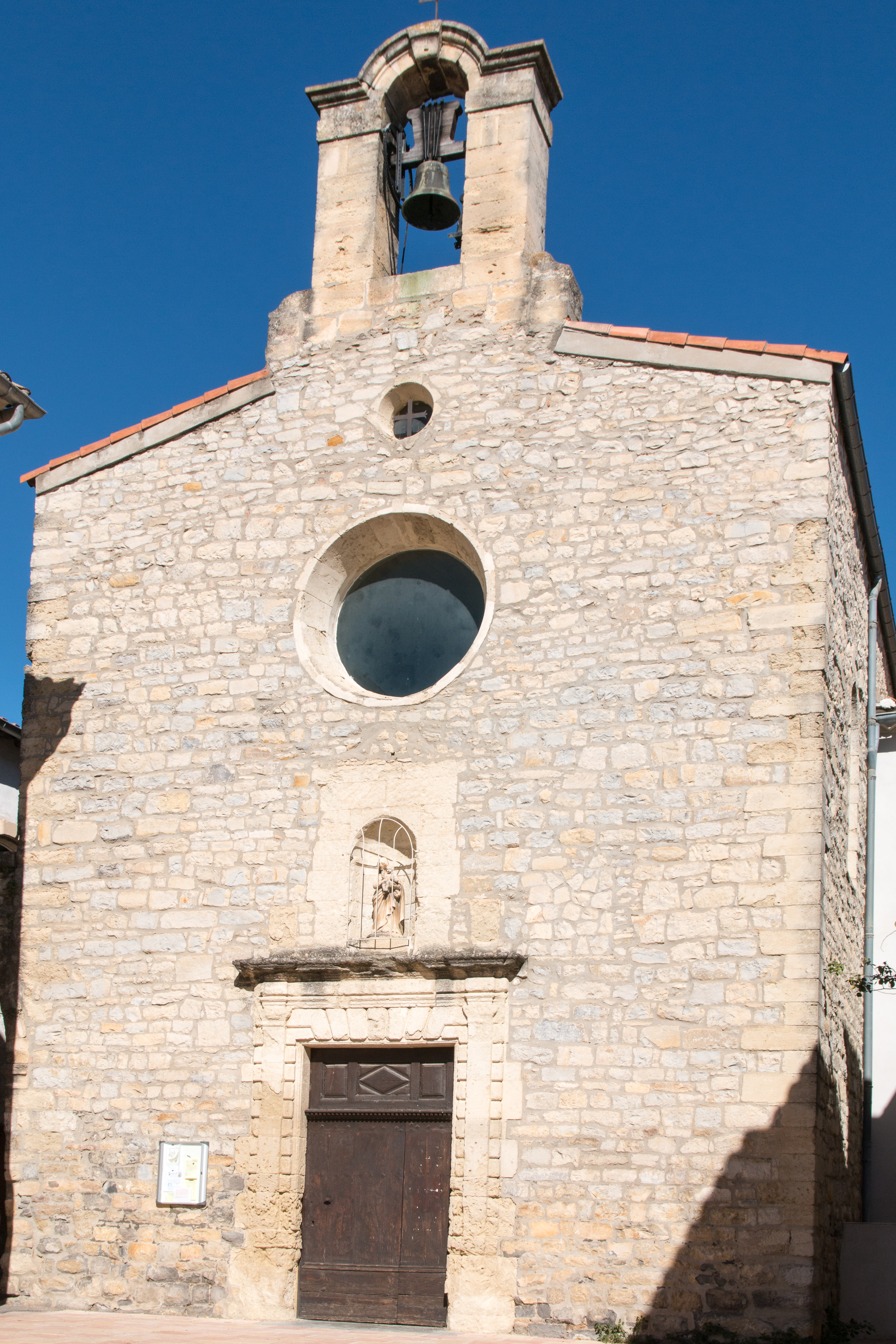
Église Saint-André de Clarensac
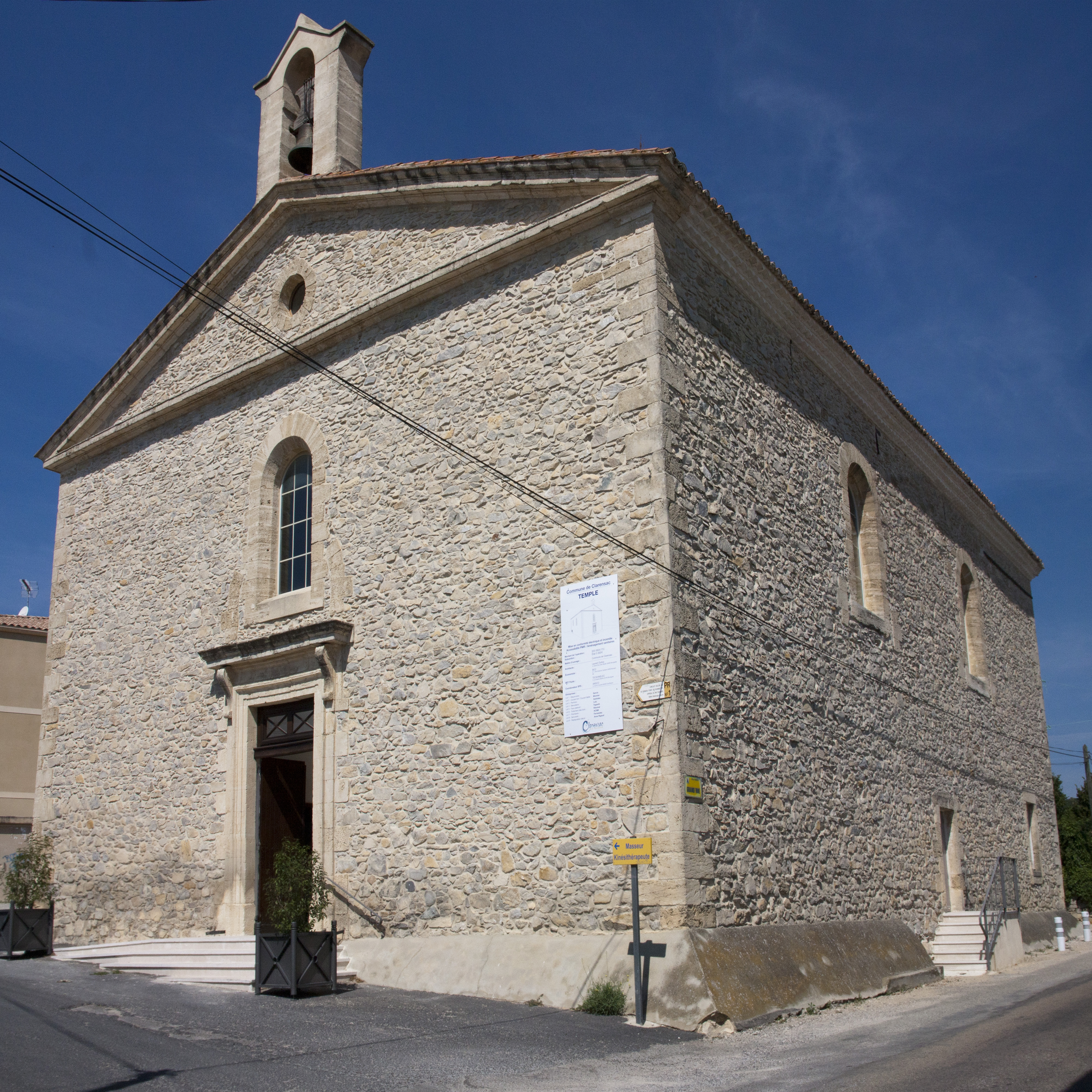
Temple de Clarensac

### Patrimoine environnemental
Clarensac a su garder sa garrigue intacte, ou presque. Malgré les convoitises des promoteurs et les incivilités des pollueurs (décharges sauvages et épaves de voitures) et grâce aux actions de différentes associations, les différents chemins sont restés praticables.

### Personnalités liées à la commune
Albert Bouzanquet

## Héraldique
| Blason de Clarensac | Blason  | D’azur à une fontaine couverte d’argent, maçonnée de sable, cantonnée de quatre tours du second. |
| Blason de Clarensac | Détails | L’azur reprend les couleurs du Roi de France qui a été le seigneur de Clarensac. Il représente aussi le Rhôny qui traverse le territoire communal. La fontaine couverte image celle qui se trouve sur la place du village. C’est la fontaine du griffe, traditionnelle en Vaunage ; elle constitue l’un des fleurons architecturaux du village. Les tours symbolisent les ruines médiévales de Clarensac dont il reste les quatre tours. Elles sont disposées en sautoir, c’est-à-dire en X, pour rappeler que le saint patron de Clarensac est saint André. Il a été crucifié sur une croix en X d’où le nom de croix de saint André. Les ornements sont deux pampres de sinople, fruitées de gueules, mises en sautoir par la pointe et liées d'argent pour honorer l’activité viticole. Le listel d'argent porte le nom de la commune en lettres majuscules de sable. La couronne de tours dit que l’écu est celui d’une commune ; elle n’a rien à voir avec des fortifications. Le statut officiel du blason reste à déterminer. |